# Likfarm
Likfarm är ett område med varierande vegetation och terräng där forskare lämnar döda kroppar för förmultning i syfte att få fram vetenskapliga fakta, vilka senare kan användas vid utredning om hur ett mord eller annat dödsfall har skett. Likfarmar ligger på skyddade, övervakade områden och tar inte emot besök.